# Épehy
Épehy is een gemeente in het Franse departement Somme (regio Hauts-de-France) en telt 1088 inwoners (1999). De plaats maakt deel uit van het arrondissement Péronne.

## Geografie
De oppervlakte van Épehy bedraagt 17,4 km², de bevolkingsdichtheid is 62,5 inwoners per km².
De onderstaande kaart toont de ligging van Épehy met de belangrijkste infrastructuur en aangrenzende gemeenten.

## Demografie
Onderstaande figuur toont het verloop van het inwonertal (bron: INSEE-tellingen).

## Bezienswaardigheden
In de gemeente liggen drie Britse militaire begraafplaatsen met gesneuvelden uit de Eerste Wereldoorlog: Domino British Cemetery, Epehy Wood Farm Cemetery en Pigeon Ravine Cemetery.